# 용화산
용화산(龍華山)은 대한민국 강원특별자치도 화천군과 춘천시의 경계에 있는 높이 875m의 한국의 화강암 산이다. 주봉은 만장봉이며 정상에 화강암 바위인 새남바위가 드러나 있다.

## 같이 보기
- 한국의 산
- 한국의 화강암
- 춘천시의 지질